# Comuna Rozbîșivka, Hadeaci
Rozbîșivka (în ucraineană Розбишівка) este o comună în raionul Hadeaci, regiunea Poltava, Ucraina, formată din satele Kramarșciîna, Rozbîșivka (reședința) și Vesele.

## Demografie
Componența lingvistică a comunei Rozbîșivka
     Ucraineană (97,78%)
     Rusă (1,87%)
     Alte limbi (0,35%)
Conform recensământului din 2001, majoritatea populației comunei Rozbîșivka era vorbitoare de ucraineană (97,78%), existând în minoritate și vorbitori de rusă (1,87%).